# Gornje Trebešinje
Gornje Trebešinje (en serbe cyrillique : Горње Требешиње) est un village de Serbie situé sur le territoire de la Ville de Vranje, district de Pčinja. Au recensement de 2011, il comptait 197 habitants.

## Démographie
| 1948 | 1953 | 1961 | 1971 | 1981 | 1991 | 2002 | 2011 |
| ---- | ---- | ---- | ---- | ---- | ---- | ---- | ---- |
| 241  | 264  | 297  | 238  | 251  | 220  | 213  | 197  |

|  |